# 山根銀二
山根 銀二（やまね ぎんじ、1906年1月27日 - 1982年9月14日）は、日本の音楽評論家。ベートーヴェン研究家として知られる。1934年から『朝日新聞』に音楽批評を執筆し、続いて『東京日日新聞』、1946年から再び『東京新聞』『讀賣新聞』の音楽批評を担当。『東京新聞』での批評は1961年まで続いた。

## 人物

### 略歴
東京府東京市神田区仲猿楽町（現：東京都千代田区神田神保町）にて、鳥取県の資産家・山根銀蔵の庶子として生まれる。
1918年に東京高等師範学校附属小学校（現・筑波大学附属小学校）を卒業し、1923年に同中学校（現・筑波大学附属中学校・高等学校）を卒業。第一高等学校 (旧制)理科乙類入学。1925年、東京帝国大学文学部美学美術史学科入学。1927年、東大の学生運動「新人会」に参加し、社会民主的思想の洗礼を受ける。1928年、卒業論文『ワーグナーの総合芸術論』を提出し東大を卒業。
1932年、諸井三郎の呼びかけにより『音楽芸術研究』（2月号から『音楽研究』と改題）の編集発行に参加。1933年、箕作秋吉たちと『音楽評論』を創刊。同年、河上徹太郎の『楽壇解消論』（『改造』3月号）に反論して『楽壇解消論に答えて』（『音楽評論』第2号）を発表。1934年、近代日本作曲家連盟の実行委員に就任。1936年、第5回日本音楽コンクール委員、1938年4月に行われた第6回コンクールではバイオリン部門の審査員を務めた。
その後、日本音楽文化協会常務理事を務めていたが、1944年5月、解任される。理由は、山根の偽装転向を疑った情報局から「音楽文化協会に共産主義者がいるからやめさせろ」と圧力がかかったことだったといわれる。このとき、山根の解任に抗議して野村光一や中山晋平も音楽文化協会をやめている。この後、軍の関係で音楽文化協会に乗り込んできたのが山田耕筰だった。
1945年12月、『東京新聞』紙上で山田耕筰と論争（「楽壇戦犯論争」「音楽戦犯論争」と呼ばれる）。1947年、『音楽芸術』編集顧問に就任（1955年まで）。1948年、毎日音楽コンクール委員ならびに審査員に就任（1981年まで）。1952年、平凡社『音楽事典』編集委員となる。同年、芸術祭洋楽審査委員ならびに交響楽企画委員に就任（1954年まで）。
1956年、小泉文夫や平井澄子たちと邦楽勉強会を始め、自ら三味線の稽古を開始。1959年、芸術選奨文部大臣賞受賞。1961年、東京世界音楽祭の開催に反対し『われわれの音楽祭はどうあるべきか』を『讀賣新聞』に発表。同音楽祭が社会主義国の音楽家の出演を締め出す方針となっていることを批判した内容であった。1962年、労音代表団の団長として中華人民共和国を訪問。同年、第2回チャイコフスキー・コンクールのチェロ部門審査員としてソヴィエト連邦を訪問。1965年、音楽評論社を設立し、雑誌『音楽』を創刊。日本演奏連盟設立に尽力し、同連盟の相談役に就任。1966年、第3回チャイコフスキー・コンクールのチェロ部門審査員としてソヴィエト連邦を訪問。1972年、日本文化人代表団の団長として朝鮮民主主義人民共和国を訪問。1977年、紫綬褒章を受章。1980年の夏頃から糖尿病などで入退院を繰り返すようになり、1982年、気管支肺炎で死去。

### 楽壇戦犯論争
山根は1945年12月23日、『東京新聞』に『資格なき仲介者』という一文を発表した。その内容は、戦後に進駐軍音楽家と日本の音楽家との文化交流の仲介者として「戦争協力者」山田耕筰が登場したことを槍玉に挙げ、山田が戦時中に米国や米国音楽の排除を叫び、憲兵や内務官僚と手を結んで日本楽壇の自由主義者やユダヤ系音楽家の弾圧に協力していたことに対して筆誅を加えるものとなっていた。
これに対して山田は同日付の『東京新聞』に『果して誰が戦争犯罪人か』という反論文を寄せた。曰く、山田は確かに戦争中「音楽文化協会」の副会長として戦意高揚に協力したがそれは祖国の不敗を願う国民として当然の行動であり、そうした愛国的行動が戦争犯罪になるとすれば日本国民は挙げて戦争犯罪者として拘禁されなければならないであろう、また音楽文化協会はそもそも山根の主導により設立された組織であり、山根もまた同協会の総務部長の要職に就き、協会の事実上の主宰者として実権を掌握していた、つまり山根の意見が正しいとすると山根自身が山田以上の戦争犯罪者ということになるのではないか、という内容であった。山田の反論は同紙上でさらに2回続いている。
山根は（『音楽文化』1944年5月号） に、
「『決戦楽曲』制作の意義     山根銀二
```
悽愴苛烈な決戦は尚連続してをり、敵米英は不遜な野望を逞しうし、この尊厳な本土の空襲の機を覗っている。銃後国民は前線将士百錬の精強に絶対の信頼を置くとともに銃後に於ける鉄壁の構えをより一層整えなければならぬ。そして敵の空襲をうけた場合にも我々は断乎として必勝信念を堅持し、民心の動向を指導しなければならぬ。
```

```
音楽者の使命には多々あろう。或いは一隣組員として防空に馳せ、或いは各種学校教職員として訓育に当たり、或いは又生産現場の音楽指導員として挺身する等。しかし我々には更に音楽者としての任務がある。特に空襲下に於ける行動は極めて重要である。音楽が他のあらゆる芸能に比し、国民の感情に直接訴えかけこれを慰撫激励する力の強いことを考える時、これが素材たる楽曲の内容と、その取り扱いに充分慎重を期さなければならないのである。
```

```
まず内容の点から見ると国民の士気を鼓舞し、不屈の闘志を養うべく、健全明朗、勇壮、活発、静謐、軽快等の言葉で現せるようなものが必要である。此等の表現は既に多くの人が口にし、又その具体的な内容に就いても論じられてはいる。しかし従来果たして真にその美しい形容語に合致する作品が多くあったろうか？ 確かにそれに当て嵌まる相当すぐれたものも若干あったが、それは質量共に未だ充分ではない。我々はもっと前進しなければならぬのだ。
```

```
我々は忠誠心の溢れた愛国歌曲を生み出さねば居れぬ止みがたい熱情を堅持している。作品は作曲家の自らなる表現である。しかし今日に於いてはただに個人・作曲家のみの責任に於いて愛国歌曲を要求するに留まらず、それは演奏家・評論家等一切の音楽者の共同責任でなければならないと思う。かくして生まれた愛国楽曲も、最も効果ある方法によって国民に与えるものでなければ、所期の目的を達成し得ないであろう。爰に於いて移動音楽・放送・音盤等は勿論、各種の音楽機関を総動員し、真に必要な方面に、しかも最も有効に洩れなく供給し、国民の心に潜む愛国の血潮を湧き立たせ、戦力の根基に培う事が要請されるのである。それがためには全音楽人の奮起は絶対要件である。音楽者全部ががっちり組んで即刻挺身しようではないか。
```

```
今回、日本音楽協会が、特に空襲下の国民を慰撫激励するために、超非常時用決戦楽曲の制作を企図し、本年初頭以来作曲部会員を動員し、計18曲（内12 曲は当選曲、6曲は編曲委嘱）を制定したのは斯かる趣旨に基づいている。これは音楽挺身隊の整備拡充と共に、空襲対策の一端であり、今後尚此の方向に向かって色々の企画をたてる予定である。」
```

という文章を書いているように、戦争中は山田耕筰顔負けの政府寄りであった。

### 逸話
- 筆法の鋭い硬派の批評家として知られ、武満徹は1950年、処女作である『2つのレント』を山根から「音楽以前である」 [6]と酷評されて映画館の暗闇の中で泣いたという。
- 『新潮45』誌上で匿名子に「山根は演奏会に行かずに批評を書いた」と批判されたことがある。しかし、中曽根松衛によるとそれは事実無根であるという。戦後の或る時期まで各新聞社は一社に一人の批評家しか抱えていなかったため、批評家は一晩に二つの演奏会があった場合に前の会を半分だけ聴いて、すぐに次の会に行きその後半部分を批評することがあった。匿名子はこれを誤解したものであろうと中曽根は述べている[7]。この記事に対して山根の遺族は弁護士を立てて抗議し、同誌に訂正記事を掲載させた[8]。
- 「ジャーナリストと評論家は、菓子と酒は貰ってもカネは貰うな」を持論としていた。あるとき声楽家が山根の自宅を訪ね、菓子折りを置いていったことがある。しかしその菓子折りを開けると、菓子の下に大量の一万円札が隠されていた。このため山根はその声楽家を追いかけ、札束入りの菓子折りを突き返したという[8]。

## 親族
- 父・山根銀蔵 (1867年生)‐鳥取県八頭郡河原村の資産家。鳥取県平民・岡島彌三郞の二男として生まれ、山根家の養子となる。庶子に銀一、銀二、銀五郎、照子。[1]
- 兄・山根銀一（1902-1985）‐実業家(日本工業倶楽部常任理事。日本団体生命保険監査役。東京都警察懇話会副会長)。[9][10]
- 弟・山根銀三郎（1908年生）‐日本租税研究協会参事。慶応大学経済学部卒。[11]
- 弟に植物学・生物学教授の山根銀五郎（第七高等学校教授・鹿児島大学名誉教授）。東京大学理学部植物学科卒。岳父に鹿児島大学名誉教授の後藤弘毅。娘婿に千代田邦夫など。[11]
- 弟・山根銀六郎（1914年生）‐東京計器。東大物理学科卒。[11]
- 弟・早川銀七郎（1917年生）‐日曹加工参事。東大化学科卒。[11]
- 姪（兄銀一の長女）にピアニストでシモン・ゴールドベルクの妻である山根美代子がいる。

## 訳書
- ワーグナア『藝術と革命』讀者の為の飜譯社、1929年
- アーノルト・シェーンベルク『和聲學』讀者の為の飜譯社、1929年
- マックス・ウェーバー『音楽社會學』鉄塔書院、1930年 のち有斐閣、1954年
- ガイリンガー『ブラームス 生涯と作品』音楽之友社、1952年
- グスターフ・ノッテボーム『第二ベートーヴェニアーナ』(上)音楽之友社、1952年
- ルードウィヒ・トゥイレ、ルードルフ・ルイ共著『和声学』渡鏡子と共訳、音楽之友社、1954年
- シュウァイツァー『バッハ』(上)(下)辻荘一と共訳、岩波書店、1963年-1964年
- ガイリンガー『ブラームス』芸術現代社、1975年
- ガイリンガー『ブラームス 生涯と芸術』音楽之友社、1983年

## 著書
- 『批評から見た音楽二十年』（野村光一との共著）音楽評論社、1948年
- 『音楽論集』音楽之友社、1949年
- 『音楽美入門』岩波書店、1950年
- 『音樂の旅』岩波書店、1956年
- 『音楽の歴史』岩波書店、1957年
- 『孤独の対話─ベートーヴェンの会話帖』岩波書店、1968年
- 『ベートーヴェン研究』（上・中・下）未來社、1974年-1975年
- 『ベートーヴェンの生涯』(岩波ジュニア新書)岩波書店、1979年
- 『音楽批評・山根銀二の時代─山根銀二著作集』芸術現代社、1986年